# Rhaphuma horsfieldii
Rhaphuma horsfieldii là một loài bọ cánh cứng trong họ Cerambycidae.